# Lækagesagen
Lækagesagen (også kaldet Jægersagen) var en sag om uautoriseret offentliggørelse af fortrolige oplysninger om indsættelse af Danmarks indsættelse af Jægerkorpset i Irak i 2007 blev offentliggjort.

## Lækage i 2007
Forsvarsminister Søren Gade orienterede Udenrigspolitisk Nævn den 27. april 2007 om indsættelsen af Jærgerkorpset i Irak. Senere samme dag kunne TV 2 og Jyllands-Posten offentliggøre historien.[kilde mangler]
Offentliggørelsen var problematisk da Jægerkorpsets daværende chef, Henrik Friis hævdede at oplysningerne kunne bringe danske soldaters liv i fare.

## Sag i 2009, 2010 og 2011
I september 2009 forsøgte forsvaret at få nedlagt forbud mod bogen Jæger – i krig med eliten skrevet af jægersoldaten Thomas Rathsack.
Forsvarets påstod at offentliggørelsen af bogen var farlig for soldaterne da den skildrede jægerenes operationsmønstre.
Retten valgte ikke at nedlægge fogedforbud, men Forsvarets Auditørkorps sigtede Rathsack for brud på tavshedspligten og for videregivelse af militære hemmeligheder.
Rathsack frikendtes dog senere.
Sagen omkring Rathsack blev flettet sammen med lækagesagen da dokumentarfilminstruktører Christoffer Guldbrandsen den 25. januar 2010 beskyldte pressechef i Forsvarsministeriet, Jacob Winther, for at stå bag lækagen til TV 2, og derved bringe Rathsack og andre soldater i fare.[kilde mangler]
Den 25. januar 2010 ringede Tantholdt til DR-journalisten Nils Giversen.[kilde mangler]
Under samtalen skal Tantholdt angiveligt have sagt at det var fra Winther at han modtog oplysninger om indsættelse af jægerkorpset. Giversen optog samtalen.
Generaldirektøren Kenneth Plummer gennemhørte optagelsen og valgte ikke af offentliggøre den af hensyn til kildebeskyttelsen.[kilde mangler]
Winther blev sigtet,
men DR ville ikke udlevere optagelsen og Tantholdt også fastholdte sin ret til at beskytte sin kilde.
Sagen kom for Højesteret der skulle afveje kildebeskyttelse mod vidnepligt i sagen.
I februar 2011 straf Højesteret afgørelse om at nyhedschef Michael Dyrby og journalist Rasmus Tantholdt fra TV 2 ikke skulle pålægges vidnepligt, da retten fandt "at oplysninger om indsættelsen er et forhold, hvis offentliggørelse må anses for at være af samfundsmæssig betydning såvel før som efter Jægerkorpsets ankomst til Irak."
Efterfølgende besluttede Rigsadvokaten i juni 2011 at opgive sagen mod Winther.
Om forholdet mellem vidneansvar og kildebeskyttelse i sagen skrev professor i strafferet Jørn Vestergaard:
| „ | Det afgørende er imidlertid ikke, om en redaktør eller en journalist har villet afdække noget, men om kilden har villet. Loven beskytter whistleblowers, deep throats og andre, der mener at have kendskab til kritisable forhold. Formålet er ikke at give ly til spindoktorer eller andre, der lækker fortrolige oplysninger for at skaffe deres minister mediedækning og god omtale eller for at skaffe sig goodwill hos pressekontakter. | “ |

Han mente ikke at udgivelsen af oplysningerne om soldaternes færden var at samfundsmæssig betydning.
Nils Giversen blev afskediget fra DR for at have udleveret materiale til Christoffer Guldbrandsen uden for huset.
Efterfølgende underskrev flere DR-journalister en sympatierklæring til Giversen,
og i 2013 blev han genansat hos DR.

## Offentliggørelse af lydfil i 2011
Sagen tog dog en ny drejning i december 2011 da Ekstra Bladet var kommet i besiddelse af optagelsen og offentliggjorde den 17 minutter lange samtale den 13. december.
Ekstra Bladets offentliggørelse førte straks til at sagen igen kom i fokus i medierne.
Søren Gade og Lars Løkke Rasmussen udtalte sig.
TV 2-journalisten Jes Dorph-Petersen kritiserede DR-journalist Nils Giversen i skarpe vendinger for at have optaget samtalen med Tantholdt uden hans viden.
I en pressemeddelelse samme dag afviste Jacob Winther igen at have lækket de følsomme oplysninger.
Denne sag var den anden sag fra slutningen af 2011 hvor spindoktorer fra den forrige regering blev beskyldt for at lække oplysninger.
Den anden sag var den såkaldte Skattesag hvor Helle Thorning-Schmidts skattesag blev lækket.